# Lewan Uruschadse
Lewan Uruschadse (georgisch ლევან ურუშაძე; * 7. Februar 1964 in Tiflis; † 21. Oktober 2013) war ein georgischer Historiker, ab 2006 leitender wissenschaftlicher Mitarbeiter des Nationalmuseums von Georgien und Leiter des Museums der sowjetischen Okkupation in Tiflis.

## Werdegang
Lewan Uruschadse studierte von 1981 bis 1986 an der Fakultät für Orientalistik der Staatlichen Universität Tiflis und von 1986 bis 1989 am Iwane Dschawachischwili-Institut für Geschichte und Ethnologie in Tiflis. 1990 legte er in Tiflis seine Doktorarbeit vor. Von 1989 bis 1995 arbeitete er als wissenschaftlicher Mitarbeiter der Abteilung für Quellenstudien des Instituts für Geschichte und Ethnologie. Von 1995 bis 2003 arbeitete Uruschadse als Chefredakteur und Herausgeber der Unabhängigen Zeitschrift „Adamianis Uplebebi“ („Der Menschenrechte“). Von 2003 bis 2006 arbeitete er als leitender wissenschaftlicher Mitarbeiter des Dschawachischwili-Instituts für Geschichte und Ethnologie. Nach seiner Habilitation (2006) wurde er 2006 zum leitenden wissenschaftlichen Mitarbeiter des Nationalmuseums von Georgien und wissenschaftlichen Leiter des Museums der Sowjetischen Okkupation in Tiflis berufen. Ab 1986 verfasste Uruschadse 130 wissenschaftliche Forschungsarbeiten, darunter 8 Monographien über verschiedene Aspekte der Geschichte Georgiens und Kaukasiens.
Uruschadse war ab 2004 Mitglied (Fellow) der WAAS (World Academy of Art & Science) und der RAS (The Royal Asiatic Society of Great Britain and Ireland). Ab 1998 war er Mitglied der IAIR (International Academy for Intercultural Research).
Er starb am 21. Oktober 2013 im Alter von 49 Jahren bei einem Verkehrsunfall auf dem Weg von Kutaissi nach Tiflis.

## Internet
- Dr. Levan Z. Urushadze